# Štip
Štip is een stad in het oostelijke deel van Noord-Macedonië met ongeveer 45.000 inwoners en stond eerder bekend als Estipion en Astibo.  Het fungeert als economisch, industrieel, amusements- en educatief brandpunt voor de omliggende gemeenten.
Bij de volkstelling van 2002 telde de stad Štip ongeveer 43 652 inwoners.
Štip is het grootste textielproductiecentrum van het land. Het is het centrum van de mode industrie in Noord-Macedonië, en tevens de vestigingsplaats van de enige openbare universiteit in oostelijk Noord-Macedonië, Goce Delčev Universiteit van Štip.
De stad Štip is de zetel van de gemeente Štip.

## Geografie en Klimaat

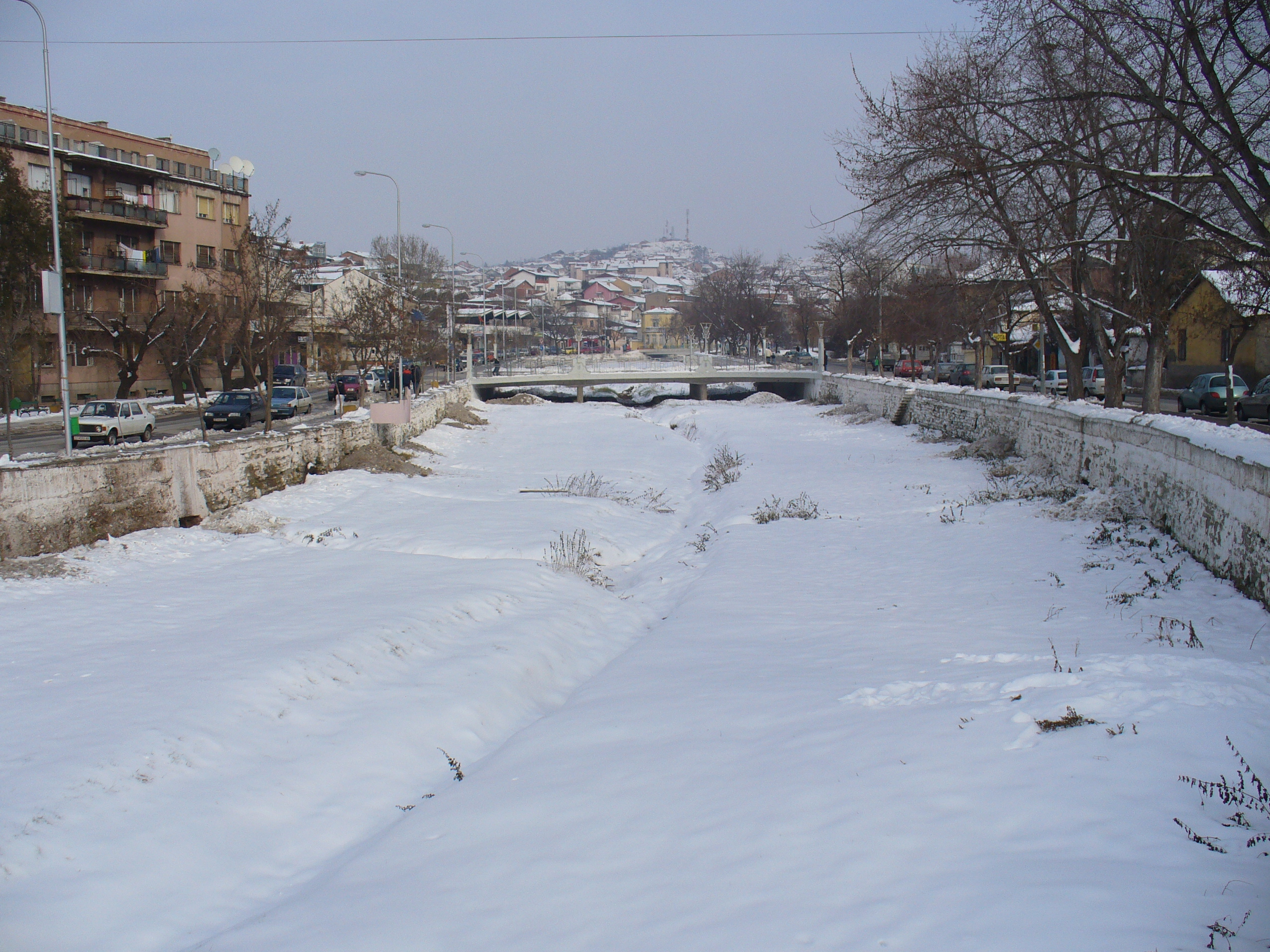
Sneeuwbedekte Otinja rivier

De stad ligt op het kruispunt van de Lakavica, Ovče Pole, en Kočani valleien.
Twee rivieren stromen door Štip,
- de Bregalnica, de op één na grootste rivier in Noord-Macedonië, en
- de Otinja die het centrum van de stad verdeelt.

De heuvel Isar, met zijn vroegmiddeleeuwse vesting op de top, domineert de stad en zorgt voor de gangbare verwijzing als De stad onder de Isar.
Het gebied rond de stad lijdt onder ontbossing, wat bijdraagt tot de temperatuurextremen. De zomers zijn heet en droog met gemiddelde temperaturen rond 32 °C en dagen boven 40 °C komen vaak voor. De winters zijn kort (gewoonlijk minder dan 2 maanden) en mild (hoewel ze voor dit gebied als koud worden beschouwd) met gemiddelde temperaturen rond 2 °C, maar met soms uitschieters naar 10 °C. De lente komt meestal in februari, wanneer de meeste bladeren aan het vernieuwen zijn, hoewel sneeuwstormen nog tot in mei kunnen voorkomen.
De bodem is meestal zanderig, met grote stukken rode aarde, wat wijst op een hoog percentage ijzer in de bodem.
Het geografische gebied van de stad Štip wordt begrensd
- door de berg Plačkovica ten oosten,
- door de Krivolak vallei in het zuidoosten,
- de monding van de rivier Bregalnica in het zuidwesten, en
- door de alluviale vlakte in het noorden.

| Climate data for Štip                          | Climate data for Štip | Climate data for Štip | Climate data for Štip | Climate data for Štip | Climate data for Štip | Climate data for Štip | Climate data for Štip | Climate data for Štip | Climate data for Štip | Climate data for Štip | Climate data for Štip | Climate data for Štip | Climate data for Štip |
| Maand                                          | Jan                   | Feb                   | Mar                   | Apr                   | May                   | Jun                   | Jul                   | Aug                   | Sep                   | Oct                   | Nov                   | Dec                   | Year                  |
| ---------------------------------------------- | --------------------- | --------------------- | --------------------- | --------------------- | --------------------- | --------------------- | --------------------- | --------------------- | --------------------- | --------------------- | --------------------- | --------------------- | --------------------- |
| Hoogste                                        | 15.0                  | 21.0                  | 26.1                  | 32.8                  | 36.0                  | 38.0                  | 42.6                  | 38.9                  | 35.0                  | 30.6                  | 23.9                  | 20.0                  | 42.6                  |
| Gemiddelde warmte                              | 4.5                   | 8.1                   | 12.7                  | 18.1                  | 23.2                  | 27.3                  | 30.1                  | 30.0                  | 26.2                  | 19.5                  | 11.9                  | 6.1                   | 18.1                  |
| Gemiddelde kou                                 | −2.8                  | −0.8                  | 2.5                   | 6.6                   | 11.0                  | 14.3                  | 16.1                  | 15.8                  | 12.4                  | 7.7                   | 3.1                   | −1.1                  | 7.1                   |
| Laagste                                        | −19.5                 | −18.0                 | −10.6                 | −1.1                  | 2.8                   | 7.0                   | 8.3                   | 7.5                   | 2.0                   | −5.0                  | −9.0                  | −14.5                 | −19.5                 |
| Gemiddelde neerslag in mm                      | 30.0                  | 29.0                  | 33.1                  | 39.9                  | 57.6                  | 47.3                  | 37.5                  | 31.7                  | 31.6                  | 44.0                  | 52.2                  | 40.3                  | 474.0                 |
| Gemiddelde regendagen                          | 7                     | 7                     | 10                    | 10                    | 10                    | 6                     | 4                     | 4                     | 4                     | 7                     | 9                     | 9                     | 86                    |
| Maandelijkse zonneuren                         | 86.9                  | 112.5                 | 161.1                 | 198.4                 | 245.2                 | 276.3                 | 323.0                 | 305.4                 | 247.5                 | 188.2                 | 114.8                 | 79.6                  | 2,338.9               |
| Source: Deutscher Wetterdienst (sun 1961–1990) |                       |                       |                       |                       |                       |                       |                       |                       |                       |                       |                       |                       |                       |

## Geschiedenis

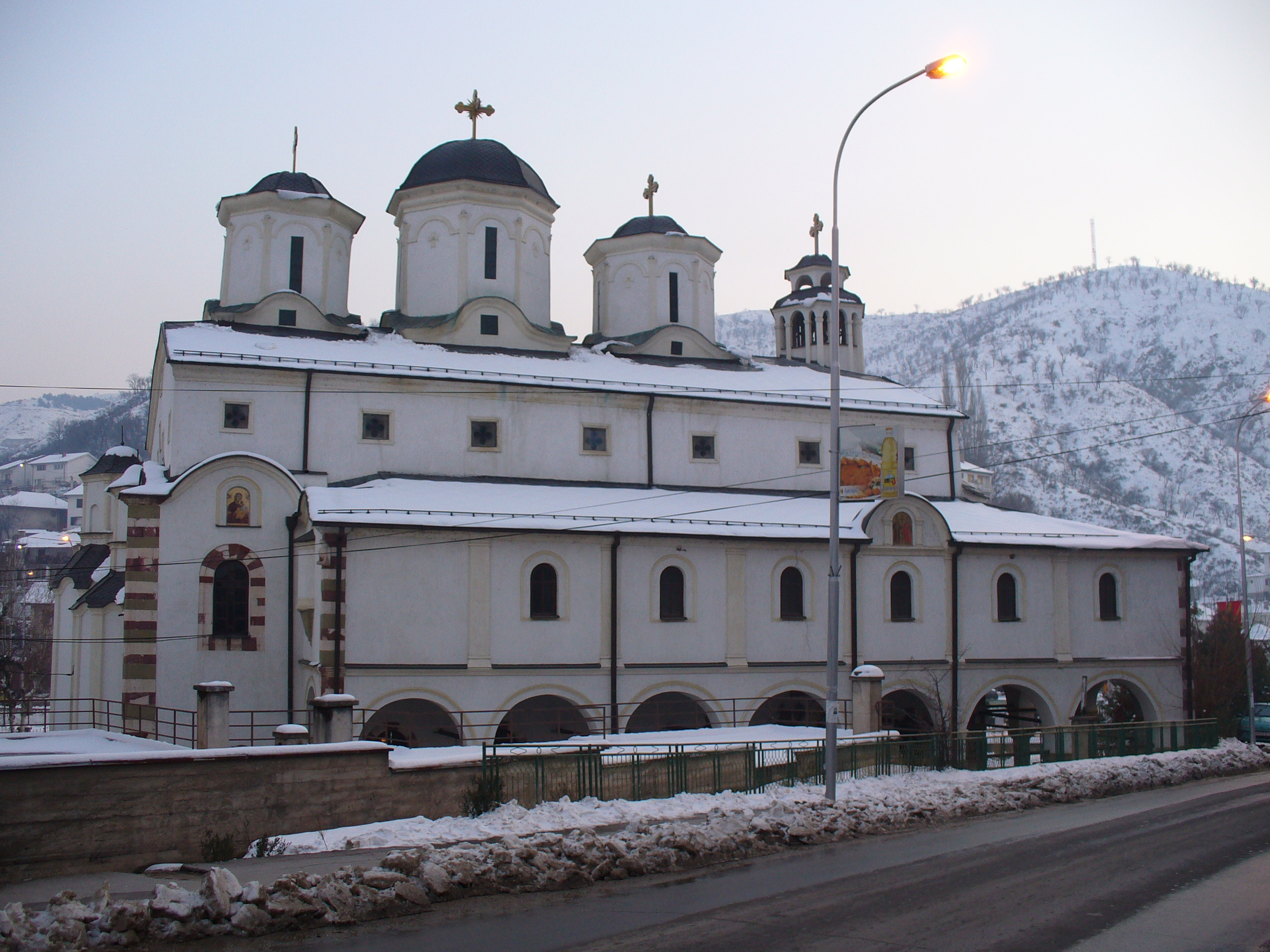
St. Nikola Kerk

### Volksgeschiedenis
Waarschijnlijk lag de hoofdstad van het Paeonische koningshuis in het gebied van Astibus.
De Paeonisches bevonden zich in de streek ten westen van het vruchtbare stroomgebied van de rivier Axius, rond de 5e en 4e eeuw v.Chr. De twee stammen die langs de rivier Astibo, een monding van de Axius, leefden waren de Derrones, genoemd naar hun god van de genezing, Darron, en de Laeaeërs, die hun eigen zware munten sloegen als teken van hun soevereiniteit naar het voorbeeld van de Griekse stadstaten op Chalkidiki. Hoewel deze stammen door de Perzische invasie van 480 v. Chr. onder leiding van koning Xerxes I sterk verzwakt waren, bleven zij een geduchte macht en een goed georganiseerd volk, bekend om de productie van hun uitzonderlijk zware munten met emblemen waaronder gedomesticeerde exemplaren van de wilde oerossen waar Paeonia ook beroemd om was. Zij werden vóór 360 v.Chr. door Alexander I opgenomen in het Macedonische rijk.
Het gebied zelf wordt voor het eerst genoemd in de geschriften van de historicus Polien uit de 3e eeuw v. Chr., die spreekt over een rivier met de naam "Astibo", waarvan wordt aangenomen dat het de huidige rivier Bregalnica is. Polien vermeldt ook dat de Paeonische keizers in Astibo werden gekroond.
De eerste vermelding van een nederzetting dateert uit de regeerperiode van de Romeinse keizer Tiberius (14-37 n. Chr.), wanneer Estipeon wordt genoemd als een belangrijke nederzetting in de Romeinse provincie Paeonia en de tweede halte op de Romeinse weg van Stobi naar Pautalia.
In de 6e eeuw vielen de Slaven de Balkan binnen en verwoestten de Byzantijnse nederzetting, waarna de Slavische stam van Sagudats zich permanent in het gebied vestigde.
In de 9e eeuw doorkruisten Cyrillus en Methodius dit gebied en kerstenden het, op weg naar Groot-Moravië.

### Middeleeuwen
Vele heersers beheersten het gebied van Štip tijdens de vroege Middeleeuwen.
Štip maakte deel uit van het Bulgaarse Rijk, maar na de Byzantijnse overwinning in de Slag bij Kleidion in 1014 viel het weer onder Byzantijnse heerschappij tot de heroprichting van het Bulgaarse Rijk in 1185.
Vanaf het midden van de 13e eeuw wisselde de stad verschillende malen van eigenaar.
In 1284 veroverde de Servische koning Stefan Milutin de regio; hij noemde Štip expliciet in 1308 en wilde het niet afstaan aan de Byzantijnen.
In 1334 werd de kerk van de Heilige Aartsengel in Štip, gebouwd door protosebastos (hoftitel) Hrelja die de regio onder de Servische kroon hield, volgens zijn wens (metochion) aan Hilandar geschonken, in een oorkonde van koning Stefan Dušan.
De regio werd geannexeerd door het Ottomaanse Rijk na een inval in 1385. Het stond bekend als İştip en was de zetel van een sanjak.

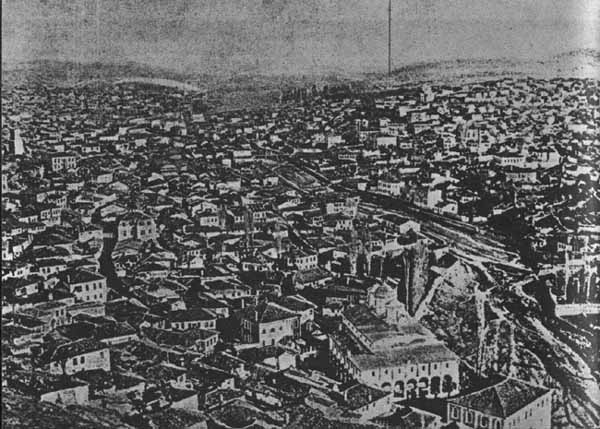
Štip aan het eind van de 19e eeuw

Er is weinig informatie over de ontwikkeling van Štip tijdens de Ottomaanse overheersing die de volgende vijf eeuwen zou voortduren, slechts onderbroken tijdens 1689-1690 toen de stad voor twee jaar door de Oostenrijkers werd bevrijd. Aan het eind van de 19e en het begin van de 20e eeuw maakte Štip deel uit van de Kosovo Vilayet van het Ottomaanse Rijk.

### 20e eeuw
In 1912, bij het begin van de Balkanoorlogen, werd Štip en het omliggende gebied bezet door Bulgarije. Maar de nederlaag van Bulgarije na het verraden van zijn vroegere bondgenoten Servië en Griekenland, in 1913, resulteerde in de annexatie van geheel Noord-Macedonië bij het Koninkrijk Servië, waar het tot in de jaren 1990 bleef. Stip werd tijdens WO1 bezet door Bulgarije en Duitsland.
De gebeurtenissen rond het Koninkrijk Servië hadden tot gevolg dat Štip vervolgens samen met de rest van Vardar Macedonië deel ging uitmaken van het Koninkrijk der Serviërs, Kroaten en Slovenen.

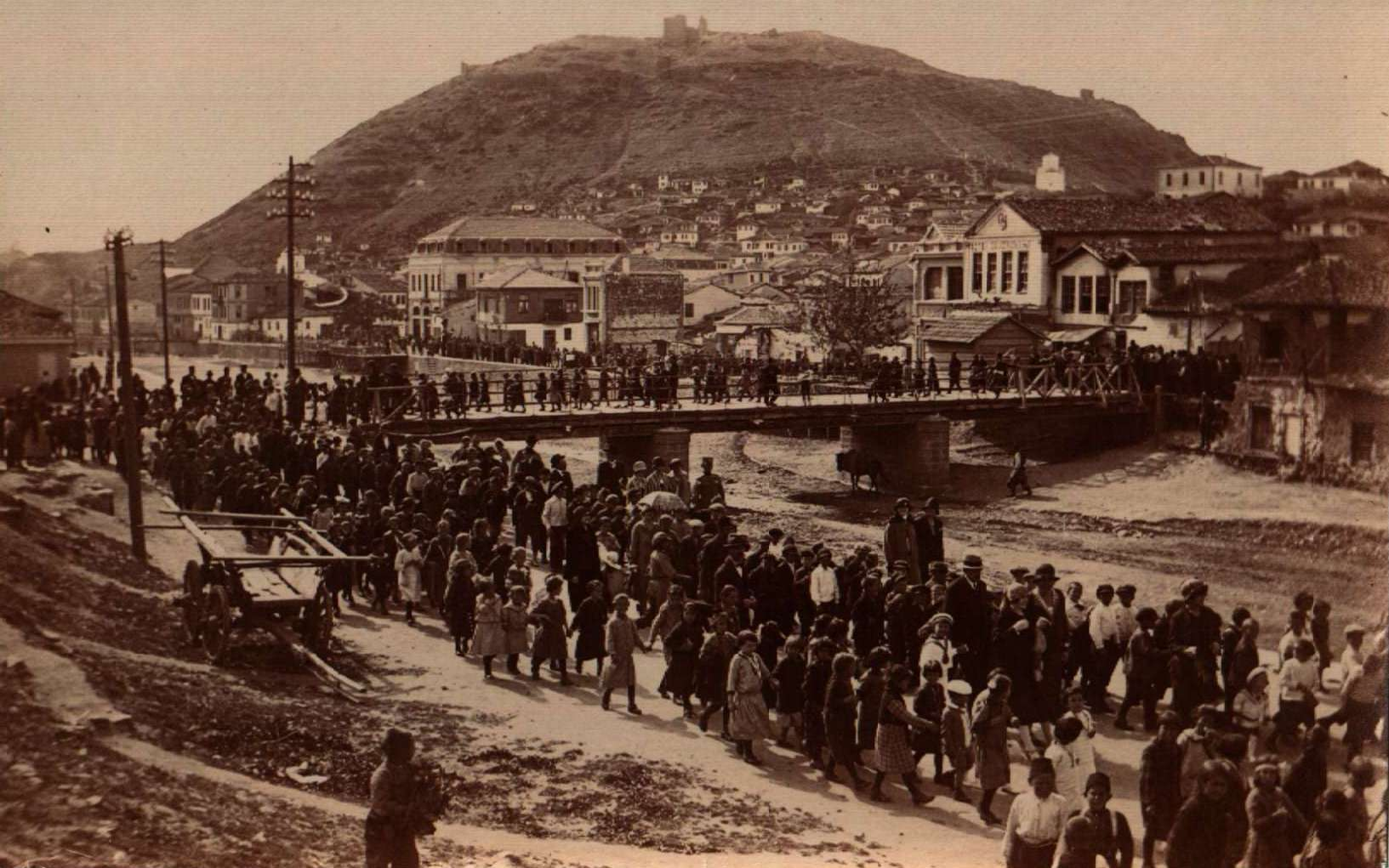
Štip in 1926. Bron: Bulgaars Archief Rijksdienst

Van 1929 tot 1941 maakte Štip deel uit van de Vardar Banovina van het Koninkrijk Joegoslavië.
Op 6 april 1941, toen Joegoslavië werd aangevallen door Nazi-Duitsland, werd de stad gebombardeerd door Duitse vliegtuigen die opstegen vanuit Bulgarije. Tijdens de Tweede Wereldoorlog bezetten de aan de As geallieerde Bulgaarse troepen de stad tot begin september 1944, waarna ze werd ingenomen door Duitse troepen. Štip werd op 8 november 1944 heroverd door het Macedonische Nationale Bevrijdingsleger en het pas geallieerde Bulgaarse leger, dat nu deel uitmaakte van de anti-Axis coalitie.
Zo wordt 8 november gevierd als "Bevrijdingsdag" in de stad en gemeente Štip, en is het een niet-werkdag.

## Demografie
Volgens de Nationale Volkstelling van 2002 is de bevolking van de gemeente Štip als volgt verdeeld:
| De gemeente Štip | Totaal | Macedoniers | Turken | Roma's | Serviers | Albanezen | Bosniers | Andere |
| ---------------- | ------ | ----------- | ------ | ------ | -------- | --------- | -------- | ------ |
| Totaal           | 47796  | 41670       | 1272   | 2195   | 294      | 12        | 11       | 265    |
| Vrouwen          | 23876  | 20935       | 612    | 1039   | 153      | 4         | 6        | 146    |
| Mannen           | 23920  | 20735       | 660    | 1156   | 144      | 8         | 5        | 119    |
| R.M. (%)         | 2.36   | 3.21        | 1.63   | 4.07   | 0.83     | 0         | 0.06     | 1.26   |

## Economie
Vandaag de dag is Štip het centrum van de textiel- en mode-industrie van het land.
Voorheen was het de thuisbasis van industriële reuzen in Voormalig Joegoslavië zoals
- de Katoen Industrie "Makedonka" - Štip, met zijn enorme voorstedelijke campus, en
- de mode-industrie "Astibo".

Uit hun as zijn vele particuliere minifabrieken ontstaan, meestal door voormalige managers van de socialistische reuzen, die vandaag de dag de meeste vrouwen in de stad werk bieden, omdat mode en textiel nog steeds de kernvaardigheden van de stadsbevolking zijn, zoals het onderwijssysteem in stand houdt.
Enkele van de grotere particuliere textiel- en modehuizen in Štip zijn:
- Albatros,
- Beas-S,
- Kit-Go Teks,
- Gracija,
- Modena,
- Mavis,
- Maksima,
- LARS,
- Linea,
- Briteks,
- Stipko,
- Stip-teks,
- Longurov,
- Vivendi,
- D&A,
- Amareta,
- Anateks,
- Angroteks,
- EAM,
- Milano,
- Vabo,
- Zogori,
- Metro Premier,
- Tekstil Invest-Denim,
- Tekstil Logistik en
- Eskada.

## Overheid
De huidige burgemeester van Štip is Sashko Nikolov.
De stad wordt bestuurd door de "Gemeenteraad", die om de vier jaar wordt gekozen.  De raadsleden zijn meestal leden van de sterkste politieke partijen. Elke gemeenteraad kiest een voorzitter. De voorzitter van de gemeenteraad leidt de zittingen en ondertekent ook de besluiten samen met de burgemeester.

## Vervoer
Het openbaar vervoer is georganiseerd in voorsteden en intercity's.
De voorsteden van
- Babi,
- Senjak,
- Prebeg,
- Makedonka,
- Novo Selo en Kezhovica, enz.

worden bediend door een vloot van gemeentelijke bussen die 7 dagen per week rijden en verschillende plaatsen in het stadscentrum met de buitenwijken verbinden.
De intercitydiensten worden verzorgd door de openbare vervoersmaatschappij "Balkan Ekspres" die verbindingen heeft met alle steden in Noord-Macedonië en ook met enkele buurlanden.
Het treinstation in de noordelijke voorstad "Zheleznichka" biedt verbindingen met
- Kočani in het oosten, en
- Veles en Skopje in het westen.

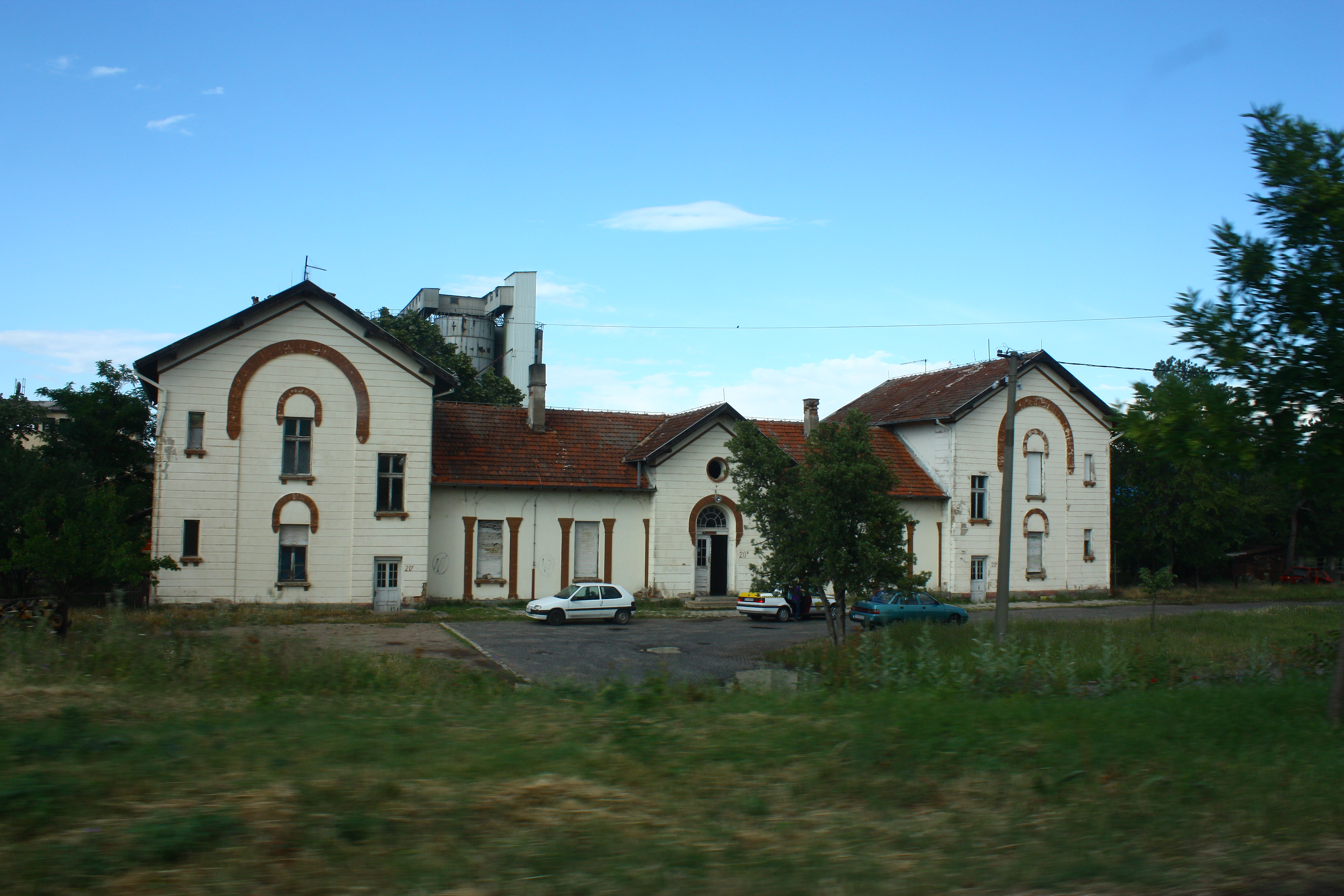
Štip treinstation

Er is een grote vloot van particuliere taxi's in de stad, met zeer concurrerende prijzen.
U kunt Stip met de auto bezoeken via de snelweg M-5 (Stip-Kocani-Delcevo) in Noord-Macedonië, en de aansluiting op de E-75 snelweg Stip-Veles.
De reisrichting in de regio gaat via route R-601 (Stip-Plackovica) en R-526 die door de stad loopt en aansluit op de snelweg M-5.

## Onderwijs
Er zijn talrijke instellingen voor kleuter-, basis- en middelbaar onderwijs in Štip.
Er zijn vijf middelbare scholen, elk enigszins gespecialiseerd op een bepaald gebied, volgens het onderwijsbeleid van Noord-Macedonië. De vijf middelbare scholen zijn als volgt:
- Medische Middelbare School "Jane Sandanski"- website
- Muziek Middelbare School - facebookpagina.
- Textiel Middelbare School "Dimitar Mirasčiev" - website.
- Secundaire school voor kinderen met speciale behoeften - Iskra - website
- Elektrotechnische middelbare school "Kole Nehtenin" - website.
- Lyceum "Slavčo Stojmenski" - website.

De stad is ook de thuisbasis van een van de vier openbare universiteiten van Noord-Macedonië, de Goce Delčev Universiteit van Štip.
De particuliere muziekschool "Oksia"  vult de lijst van onderwijsinstellingen in de stad aan.

## Architectuur en bezienswaardigheden

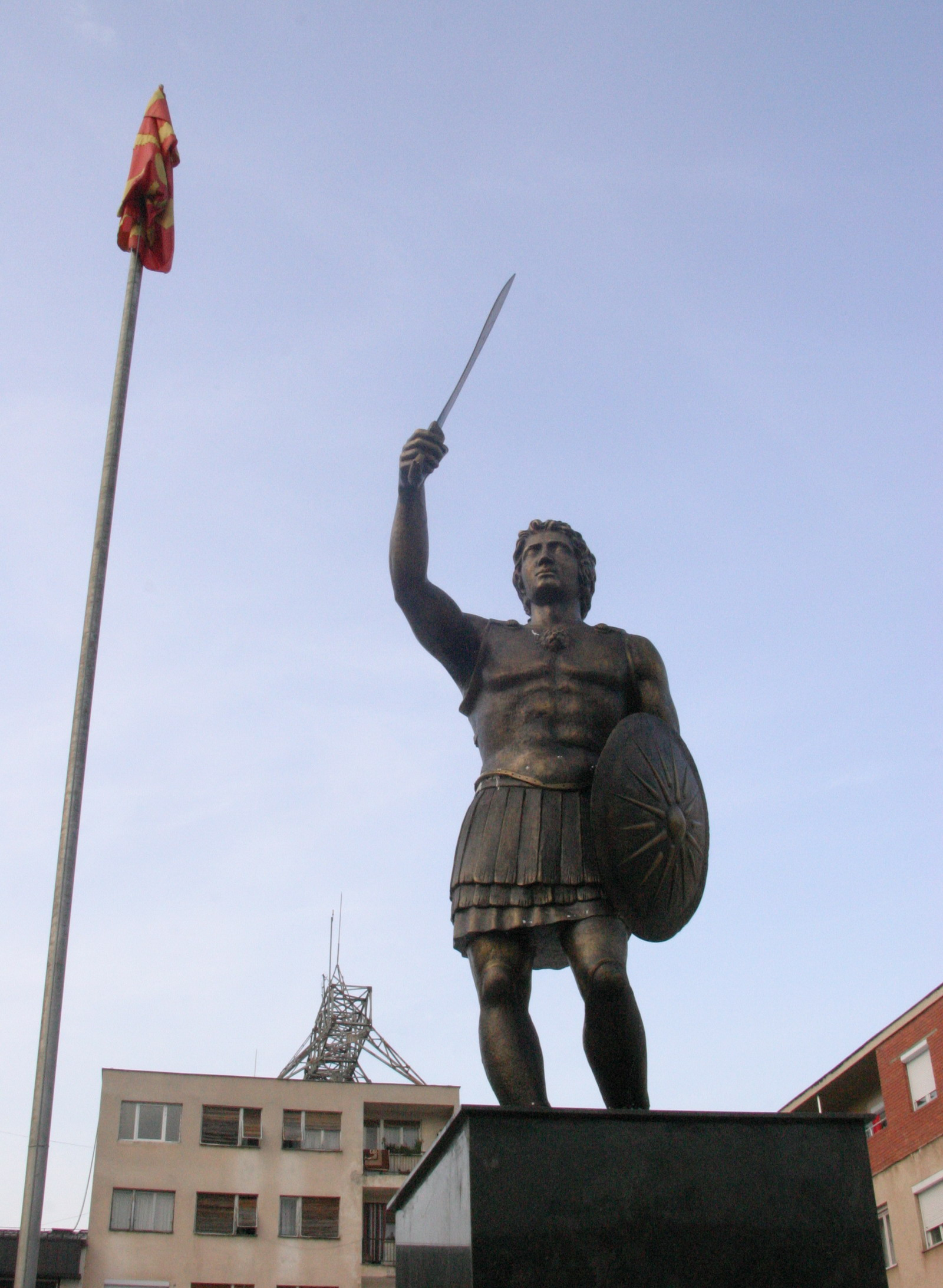
Standbeeld van Alexander de Grote op het Stadsplein

Štip heeft een ruïne van een oud kasteel dat vanaf de Isarheuvel een wakend oog op de stad houdt.
In de stad en haar omgeving bevinden zich drie 14de-eeuwse kerken, gebouwd in de tijd dat de stad deel uitmaakte van het middeleeuwse Servië.
- De oudste is de kloosterkerk kerk van Sint-Michaël onder de Isar-heuvel, gebouwd in 1332 door protosevast Hrelja die het schonk aan Chilandar, het Servische klooster op de berg Athos.
- Op de zuidelijke helling van de Isar staat een kleine Johannes de Doper kerk gebouwd door edelman Jovan Probištitović uit 1350.
- Een eenbeukige kerk gewijd aan Ascension (Sveti Spas) werd in 1369 gebouwd door hertog Dimitrije. In deze kerk zijn nog steeds de originele 14e-eeuwse fresco's te zien, evenals die van de reconstructie in 1601 door meester Jovan.[8]

De Bezisten, een massief stenen gebouw dat vroeger een gesloten bazaar was (nu een kunstgalerij), is een overblijfsel van de Ottomaanse invloed in de stad.
In de oude delen van de stad (en vooral in Novo Selo) zijn nog enkele huizen te vinden die in de Ottomaanse bouwstijl zijn gebouwd.
De stad kan ook bogen op de genezende krachten van het Kežovica mineraal kuuroord en met de ruïnes van de antieke stad Bargala.
De antieke stad Bargala ligt aan de voet van de berg Plackovica. Vlakbij ligt de rivier Kozjacka en het kleine dorpje Kozjak. Men gelooft dat de ruïnes die daar gevonden zijn, behoren tot de oude stad Bargala. De stad werd gebouwd in het begin van de 4e eeuw, want er zijn enkele Romeinse documenten gevonden, waarin staat dat de stadspoort van Bargala werd gebouwd door Anthon Alipius, beheerder van de provincie.

## Arts en Cultuur
Štip heeft het grootste festival van popmuziek in Noord-Macedonië, genaamd MakFest. Het wordt al meer dan twee decennia elke november gehouden in het cultureel centrum, "Aco Šopov".
Een ander groot cultureel evenement in Štip is de "Štip Cultuurzomer", een festival dat een maand duurt en van 1 juli tot 1 augustus wordt gehouden, sinds 1987.
De eerste bekende operavoorstelling in Noord-Macedonië werd in 1925 opgevoerd in Štip.

## Sport en Recreatie
Štip heeft vier professionele voetbalteams,
- FK Bregalnica Štip dat in de Macedonische Eerste Liga speelt,
- FK Babi die in de regionale competities speelt,
- FK Astibo die in de regionale competities spelen en
- "Kezovica" dat in de 3e Liga Oost speelt.

Het Gradski stadion Štip is het belangrijkste stadion en hier werd de 2011-12 Macedonian Cup finale gespeeld.
RK Tekstilec is de handbalclub uit Štip en zij spelen in de hal OU Tošo Arsov.

## Media
Štip heeft veel media vestigingen.
De eerste particuliere televisie in Noord-Macedonië (en ook in voormalig Joegoslavië) werd in 1989 in Štip opgericht door de heer Mile Kokotov. Het was "TEKO TV", dat niet meer operationeel is.
De andere momenteel operationele lokale tv-stations zijn
- "TV IRIS" en
- "TV STAR".

Belangrijke radiozenders zijn
- "Kanal-77",
- "Radio Štip"
- het Roma radiostation "Radio Cherenja"

De plaatselijke krant heet "Štipski Vesnik"

## Geboren
- Boban Nikolov (28 juli 1994), Macedonisch voetballer
- Generaal Mihajlo Apostolski, de eerste commandant van het leger van de Volksrepubliek Macedonië
- Ljubčo Georgievski, 1998-2002 voormalig minister-president van de Republiek Macedonië
- Kiro Gligorov, voormalig president van de Republiek Macedonië
- Ljupčo Jordanovski, voormalig waarnemend president van de Republiek Macedonië
- Nikola Kljusev eerste premier van de onafhankelijke Republiek Macedonië
- Lyubomir Miletich, Bulgaarse taalkundige, etnograaf, dialectoloog en historicus
- Ferus Mustafov, Romaans musicus
- Nataša Petrović, actrice van Servische afkomst
- Dragoslav Šekularac, een voormalig Joegoslavische voetballegende
- Aco Šopov, dichter
- Zoran Vanev, pop-folkzanger

1. ↑  https://www.stat.gov.mk/publikacii/knigaX.pdf
2. ↑  Een geschiedenis van Macedonië: Historische geografie en prehistorie p. 202 ISBN 0-19-814294-3
3. ↑  Pantelija Slavkov Srećković (1888). Istorija srpskoga naroda: Vreme kraljevstva i carstva (1159-1367). Kraljevsko-srpska drž. štamparija, p. 223.
4. ↑  John V. A. Fine, The Late Medieval Balkans: A Critical Survey from the Late Twelfth Century to the Ottoman Conquest, University of Michigan Press, 1994, p. 407
5. ↑   Williamson, Gordon (2004). The Waffen-SS (2) 6. t/m 10. Divisions. Osprey. ISBN 1-84176-590-2.
6. ↑  Општина Штип | Municipality of Stip. www.stip.gov.mk. Geraadpleegd op 19 september 2021.
7. ↑  Council of Municipality of Stip. www.stip.gov.mk. Geraadpleegd op 20 september 2021.
8. ↑  Blago na putevima Jugoslavije, Belgrado 1983, p. 573
9. ↑  Општина Штип | Municipality of Stip. www.stip.gov.mk. Geraadpleegd op 28 september 2021.
10. ↑  (mk) ЕВРОПСКИ УНИВЕРЗИТЕТ – Европскиот универзитет е прв приватен акредитиран универзитет во регионов кој нуди современо образование и кој постојано ги развива и надградува процесот на здобивање на знаење во согласност со современите светски образовни трендови.. Geraadpleegd op 28 september 2021.

- Officiële website van de stad Štip
- Officiële webpagina voor het nationale omroepradionetwerk Kanal77
- TV Star
- Iris TV
- Radio Štip
- Radio Čerenja